# Ekenis
Ekenis (tiếng Đan Mạch: Egenæs) là một đô thị thuộc huyện Schleswig-Flensburg, bang Schleswig-Holstein, Đức.